# شاهزاده سیندرلا
شاهزاده سیندرلا (ایتالیایی: Cenerentola e il signor Bonaventura) یک فیلم کمدی ایتالیایی در ژانر خیال‌پردازی است که در سال ۱۹۴۱ منتشر شد.

## بازیگران
- پائولو استوپا
- سیلوانا یاکینو
- گولی‌یلمو بارنابو
- مرچدس برینیونه
- کامیلو پیلوتو
- آملیا کلینی
- رناتو کیانتونی
- رزتا توفانو
- ماریو گالینا
- ماریو پیسو
- روبرتو ویلا
- پی‌یرو کارنابوچی